# Guillermo Lora
Guillermo Lora Escobar (Uncia, Potosí, 31 de octubre de 1922 - La Paz, 17 de mayo de 2009) fue un sociólogo, escritor, ensayista, político y dirigente sindicalista de filiación trotskista boliviano.

## Vida política
Militó en el Partido Obrero Revolucionario (POR) desde la década de 1940 hasta su muerte, aportando grandes contribuciones a la política de izquierda boliviana y al movimiento Trotskista de Bolivia e internacional. 
Se vinculó al Partido Obrero Revolucionario (POR), creado por José Aguirre Gainsborg y Tristán Marof en 1935, durante la adolescencia de Lora, cuando vivía en Cochabamba. Con la muerte de José Aguirre Gainsborg y el alejamiento político de Tristán Marof, Lora se convirtió rápidamente en el principal dirigente, responsable por la inserción del POR en el proletariado minero del Altiplano.
En el marco del Congreso Extraordinario en Pulacayo convocado por la Federación Sindical de Trabajadores Mineros de Bolivia (FSTMB) llevado a cabo entre el 6 al 12 de noviembre de 1946, Guillermo Lora redactó la Tesis de Pulacayo, como asesor de la delegación de Llallagua; este documento es el más importante en la historia del movimiento obrero boliviano.
En 1947 fue elegido diputado en la provincia Bustillos de Potosí por el Bloque Minero Parlamentario. Tuvo una activa participación en la Revolución de 1952.
En la década de 1960, cuando una facción del POR intentó seguir el ejemplo de Che Guevara y formar un grupo guerrillero, Lora lideró un segundo grupo designado generalmente como 'POR (Masas)', que mantuvo su enfoque en el movimiento obrero.
Durante 1970-1971, en el período del gobierno del General Torres, el POR impulsó la Asamblea Popular, en la que se destacó Lora redactando sus principales resoluciones.